# Dente

1. Dente
2. Smalto
3. Dentina
4. Polpa dentaria
7. Cemento
8. Corona

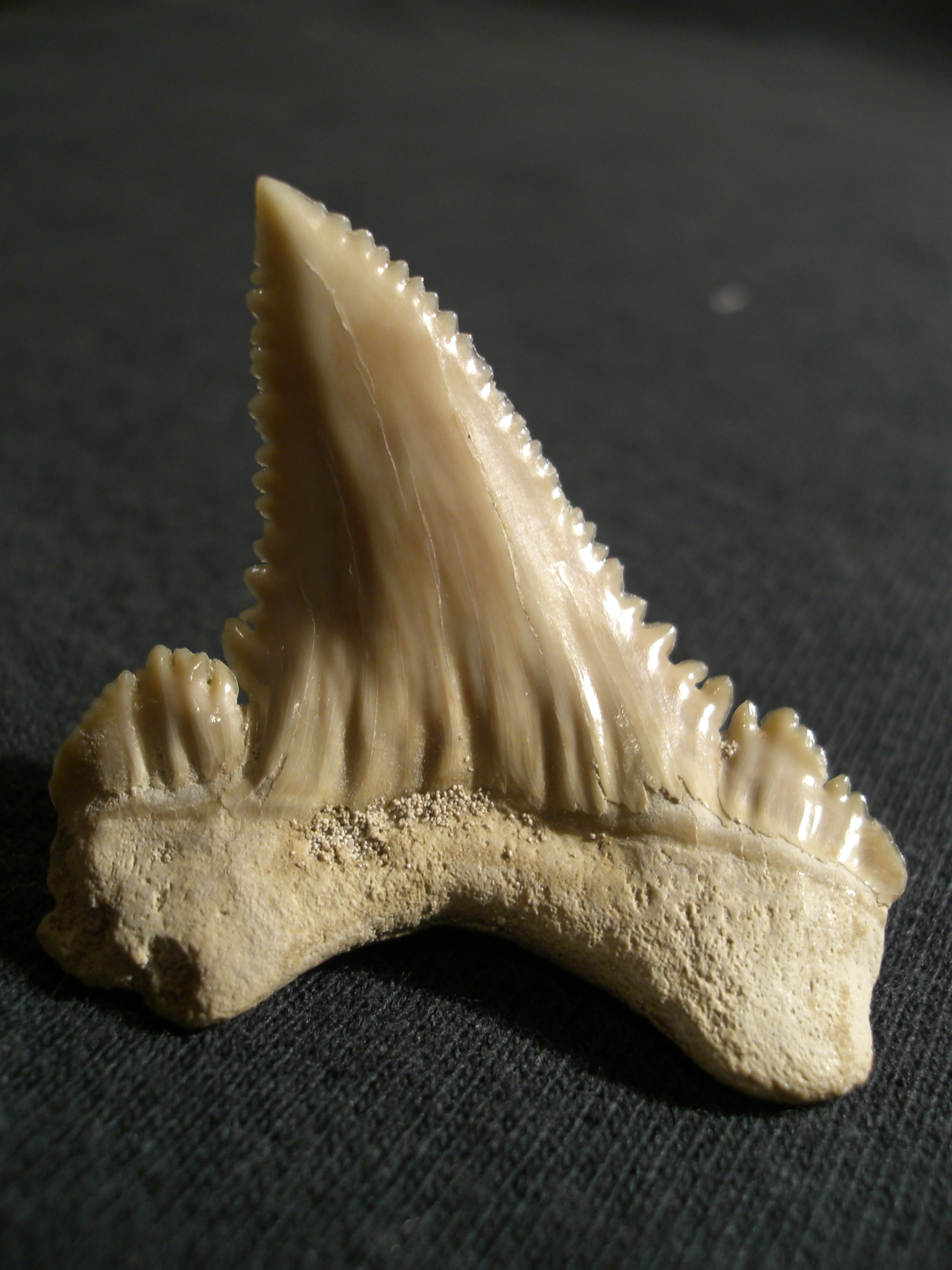
Dente fossile di un pesce cartilagineo, lo squalo del Paleocene Palaeocarcharodon orientalis

I denti (dal latino dentes) sono organi molto duri che si trovano all'interno del cavo orale. La funzione primaria dei denti (la dentatura) è quella della masticazione, oltre a quella fonetica ed estetica.
Nei mammiferi le radici dei denti sono coperte dalle gengive. Il processo di formazione dei denti è chiamato odontogenesi e inizia in fasi piuttosto precoci successive al concepimento.

## La dentizione umana

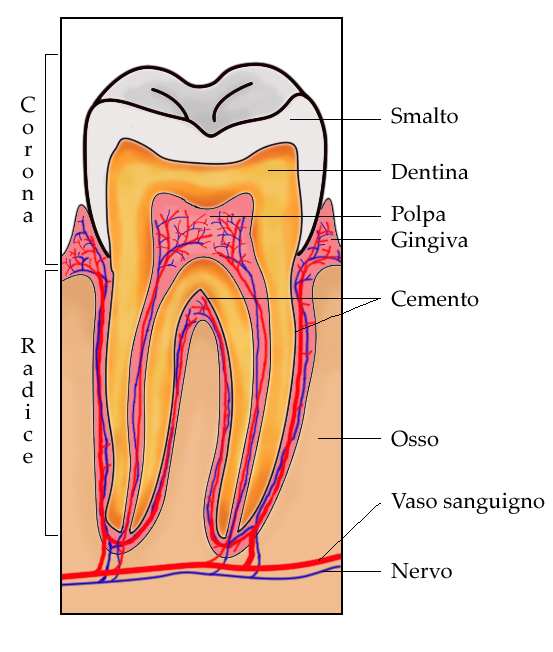
Sezione dentale umana

Durante la crescita, l'uomo sviluppa due dentizioni. La prima in ordine temporale è rappresentata dai denti da latte, o temporanei o caduchi o ancora decidui (lat. dentes decidui), che cominciano a spuntare in genere verso il sesto mese di vita. All'età di due anni, di solito, un bambino ha 20 denti.
La dentizione decidua è composta, per ogni arcata dentale, da 4 incisivi (2 centrali e 2 laterali), 2 canini (rispettivamente 1 nell'emiarcata di sinistra e 1 in quella di destra) e 4 molari (2 per ogni emiarcata e, rispettivamente denominati 1º e 2º molare).
I premolari sono assenti nella dentizione decidua o da latte.
La seconda dentizione è composta dai denti permanenti (lat. dentes permanentes). Il germe dentario, da cui si sviluppano i denti permanenti, è presente all'interno dell'Osso alveolare. Quando il bambino ha circa sei anni, i denti permanenti cominciano a svilupparsi e la radice del dente deciduo viene erosa dagli odontoblasti, non avendo supporto, il deciduo cade, venendo rimpiazzato dal permanente. Questo processo dura per sei anni (si continua fino circa ai vent'anni solo per i "denti del giudizio" o terzi molari) ed al suo termine l'uomo adulto è provvisto di trentadue denti.
Nella bocca esistono diversi gruppi di denti, variabili per forma, dimensione e funzione. Nei mammiferi e nell'uomo, si distinguono gli incisivi, i canini, i premolari e i molari.
L'uomo possiede, per ogni arcata: 4 incisivi (2 centrali e 2 laterali), 2 canini, 4 premolari (chiamati primo e secondo premolare) e 6 molari (chiamati rispettivamente primo, secondo e terzo molare, di cui il terzo è anche chiamato dente del giudizio). 
Le arcate stesse sono 2 (una mascellare e una mandibolare), si avranno: 8 incisivi, 4 canini, 8 premolari e 12 molari. Sommando questi numeri, si ottengono in totale i 32 denti propri dell'uomo adulto.
Nella dentizione permanente il terzo molare, il dente del giudizio, può essere assente, anche in tutte le arcate.
L'uomo, come la maggior parte dei Mammiferi, è difiodonte, cioè presenta due dentizioni successive, ed eterodonte, cioè presenta in ogni dentizione denti tra loro diversi, distinti per funzione:
- dentizione decidua (o da latte), presente nei bambini e composta da 20 denti. Essa è completamente presente all'età di 2 anni e mezzo; e fino all'età di sei anni: epoca in cui inizia l'eruzione dei denti permanenti (i denti da latte vengono persi tutti, gli ultimi verso gli 11/12 anni)
- dentizione mista. Si ha compresenza dei denti decidui e degli erompenti denti permanenti. Va dai sei anni ai 12 anni, epoca in cui l'adolescente presenterà 28 denti permanenti e più nessun deciduo.
- dentizione permanente (o definitiva), presente dai dodici anni. Mancano solo i terzi molari permanenti, che erompono tra i 18 e i 25 anni portando così la dentatura a 32 elementi.

### Le malattie e lo sviluppo
Le malattie dei denti sono diverse e più o meno gravi. Tra le malattie congenite si può annoverare l'anodontia, a cui ci si riferisce anche come agenesia in caso di una serie di denti in particolare. Le più diffuse e dannose malattie acquisite sono la carie (malattia degenerativa dei tessuti duri del dente) e la malattia parodontale (perdita dei tessuti di sostegno: osso, legamento, gengiva) provocano se non intercettate in tempo la perdita del dente.
Il bruxismo (digrignamento dei denti durante il sonno) può provocare tra l'altro danneggiamenti ai denti.
I denti si sviluppano bene in dipendenza di molti fattori. Poiché nella sostanza che compone i denti si ha un'alta percentuale di calcio, fosforo ed altri minerali, la dieta influisce notevolmente sul buono sviluppo e sulla conservazione dei denti. In questi processi, le vitamine A, B, D sono indispensabili, mentre il fluoro aiuta a mantenere sani e robusti i denti. Un'insufficiente produzione di ormoni, da parte di alcune ghiandole endocrine, come la tiroide e la paratiroide, impedisce lo sviluppo di denti robusti. Alcuni agenti chimici rendono solubili i sali di calcio presenti nello smalto e consentono alla carie di iniziare la sua azione distruttrice. La solubilizzazione dei sali di calcio è provocata dai batteri presenti nella bocca, i quali, digerendo i carboidrati, liberano acidi.

#### Deperimento dei denti
Il deperimento dei denti, detto anche carie dentaria, è una delle malattie più diffuse del genere umano.
È causata direttamente dall'azione degli acidi che derivano dallo zucchero, dall'amido e dai germi, o batteri, che vivono sulla superficie dei denti. Più un individuo mangia zuccheri ed amidi, più acido si forma nella sua bocca. L'acido agisce sullo smalto dei denti, formando una cavità, o buco, ed in seguito il deperimento del dente. Se la cavità non viene pulita per tempo e otturata dal dentista, la dentina, simile all'avorio, o corpo del dente, comincia a cariarsi, permettendo alla cavità di raggiungere la polpa dentaria.
Se la polpa esposta si infetta, si forma un ascesso. Un ascesso è una raccolta di pus che si forma alla fine della radice del dente. Da qui, l'infezione può propagarsi per tutto il corpo; pertanto, il dente infetto deve essere opportunamente curato (o al limite estratto) per proteggere la salute della persona interessata.
Ma la carie dei denti non è causata solo dallo zucchero e dall'amido. I denti di certe persone possono essere più o meno resistenti di quelli di un'altra. Un fattore importante è dato dalle condizioni dei denti: se lo smalto è in cattive condizioni, ciò ne facilita il deperimento. Un altro fattore è il grado di acidità della saliva.
Se il cibo rimane a lungo nelle fessure che dividono un dente da un altro, le sue piccole particelle risultano un ottimo terreno di coltura per i batteri che producono gli acidi. Naturalmente, i posti più pericolosi sono quelli che più difficilmente si possono pulire, e cioè la superficie interna dei denti e le parti dei denti che vengono fra loro in contatto.
Non si è ancora del tutto in grado di prevenire la carie dei denti. Per ridurre la formazione di cavità, si consiglia di mangiare pochi alimenti dolci, specialmente fuori pasto. Si consiglia, inoltre, una sana e bene equilibrata alimentazione, una regolare ed appropriata pulizia e la visita dal dentista ad intervalli regolari e frequenti.
Un metodo per aiutare i denti a resistere alla carie è quello di applicare ai denti dei bambini una soluzione di fluoruro di sodio, in modo da rinforzare lo smalto. A questo scopo, in alcuni Paesi si usa aggiungere fluoruro all'acqua potabile.

### Anatomia e istologia comparata
Nella bocca di alcuni animali, al posto dei denti, sono presenti particolari formazioni ossee. I denti possono essere usati per lacerare o strappare il cibo, per tenere ferma la preda nella bocca e successivamente per triturare in pezzi gli alimenti. A volte, i denti hanno anche funzioni protettive ed offensive. Il tricheco usa, invece, i suoi denti, o zanne, per trascinarsi lungo le coste rocciose.
I castori fanno uso dei loro formidabili denti per abbattere gli alberi, tagliare i rami e costruirsi col legno le loro complicate dighe. Parecchi animali sono però privi di denti: esempio sono gli uccelli, le tartarughe, alcuni pesci, eccetera.
I denti variano per forma e dimensioni da essere vivente a essere vivente, nei mammiferi sono distinguibili tre parti. La corona che è la parte del dente che si sviluppa fuori dalla gengiva; è ricoperta dallo smalto dentale, il tessuto più duro dell'intero organismo, composto per il 98% da cristalli di idrossiapatite, 1% sostanze organiche e 1% acqua, al di sotto del quale troviamo la dentina, più scura dello smalto, che è composta dal 70% da cristalli di idrossiapatite e dal 30% sostanze organiche, tessuto molto simile a quello osseo, nel quale si irradiano le fibre sensoriali del thomes che conferiscono sensibilità al tessuto. Il colletto è un solco che divide la corona dalla radice. Radici che troviamo alla base di ogni dente, composte esternamente da un tessuto chiamato cemento, composto dal 40 % da cristalli di idrossiapatite e dal 60 % sostanza organica, di colore giallo, ricopre la dentina nelle zone sub gengivali, si nota all'apice un'apertura attraverso cui passano i vasi sanguigni ed i nervi che si immettono nella cavità interna della corona occupata dalla polpa dentaria. Infine ogni dente ha una camera pulpare dove trae nutrimento e sensibilità, dalla quale si espandono le terminazioni nervose che innervano anche la dentina.
Il tessuto di sostegno dei denti è chiamato parodonto ed è composto da: osso alveolare, cemento, ligamento periodontale e più esternamente da gengiva.
I denti iniziano il processo digestivo in diversi modi. Innanzi tutto essi masticano il cibo e lo rendono inghiottibile; la masticazione consente l'umidificazione dei cibi asciutti da parte della saliva e permette che la ptialina, contenuta nella saliva, si mescoli in abbondanza al cibo.
I denti si sono sviluppati nei diversi gruppi animali, sino dai più lontani stadi evolutivi. Tra gli invertebrati, l'anchilostoma possiede denti ad uncino che gli sono utili per attaccarsi alla parete dell'intestino che incide con le lamine faringee per succhiare il sangue; lo stesso dicasi delle sanguisughe. Le lumache hanno un particolare apparato (radula) per mezzo del quale brucano le foglie delle piante. Le aragoste hanno lo stomaco rivestito di cuticola provvista di denti che servono per triturare il cibo.
Nei mammiferi si hanno due serie di denti, cioè due dentizioni successive, come nell'uomo. I denti dei roditori, che si consumano perché questi animali rodono di continuo, sono a crescita costante.
Nei maiali la maggior parte dei denti è presente sino dal momento della nascita.
Il più grande dente conosciuto è quello appartenente ad un mammut, che è un animale estinto. Il dente, che in questo caso è detto zanna, misura 4,6 metri di lunghezza e pesa circa 130 chili.

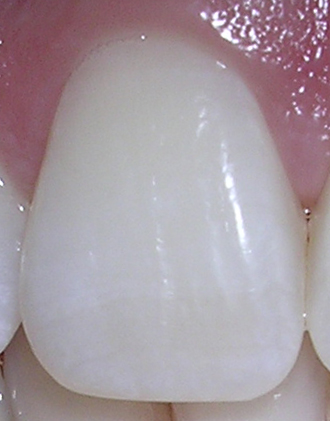
Primo piano di un incisivo

## Locuzioni e proverbi
- Al dente - Detto di pasta o di riso non rammolliti eccessivamente dalla cottura.
- Armato sino ai denti - Armato di tutto punto, armatissimo.
- Avere il dente avvelenato - Pieno di rancore e di astio.
- Chi ha il pane non ha i denti, chi ha i denti non ha il pane - Persone che non sanno, o non possono, sfruttare al meglio fortune ricevute.
- Battere i denti - Avere freddo o avere paura.
- Mettere sotto i denti - Mangiare.
- Parlare fuori dai denti - Parlare con franchezza.
- Reggere l'anima con i denti - Essere malridotto.
- Tirato coi denti - Stiracchiato, forzato.
- Dare aria ai denti - Parlare a vanvera.
- Col coltello fra i denti - Con grande tenacia.
- Occhio per occhio, dente per dente (Legge del taglione) - A un danno ricevuto, se ne infligge un altro di pari valore, veemenza, intensità.
- La lingua batte dove il dente duole - Come la lingua, involontariamente, torna a poggiarsi sul dente dolorante, i pensieri o i discorsi tornano di continuo sugli argomenti che più ci scottano.
- Stringere i denti - Tenere duro, sforzarsi per resistere ad una difficoltà.
- A denti stretti - Riferito a qualcosa fatto con tenacia, oppure controvoglia.
- Difendersi con le unghie e con i denti - Difendersi con tutte le proprie forze.